# Balekambang (strand i Indonesien)
Balekambang är en strand i Indonesien.   Den ligger i provinsen Jawa Barat, i den västra delen av landet, 250 km sydost om huvudstaden Jakarta.